# Arthur Schmidt (editor de filmes)
Arthur Schmidt (Los Angeles, 17 de junho de 1937 – 5 de agosto de 2023) foi um editor estadunidense. Venceu o Oscar de melhor montagem na edição de 1989 por Who Framed Roger Rabbit e na edição de 1995 pelo filme Forrest Gump.